# 카망베르

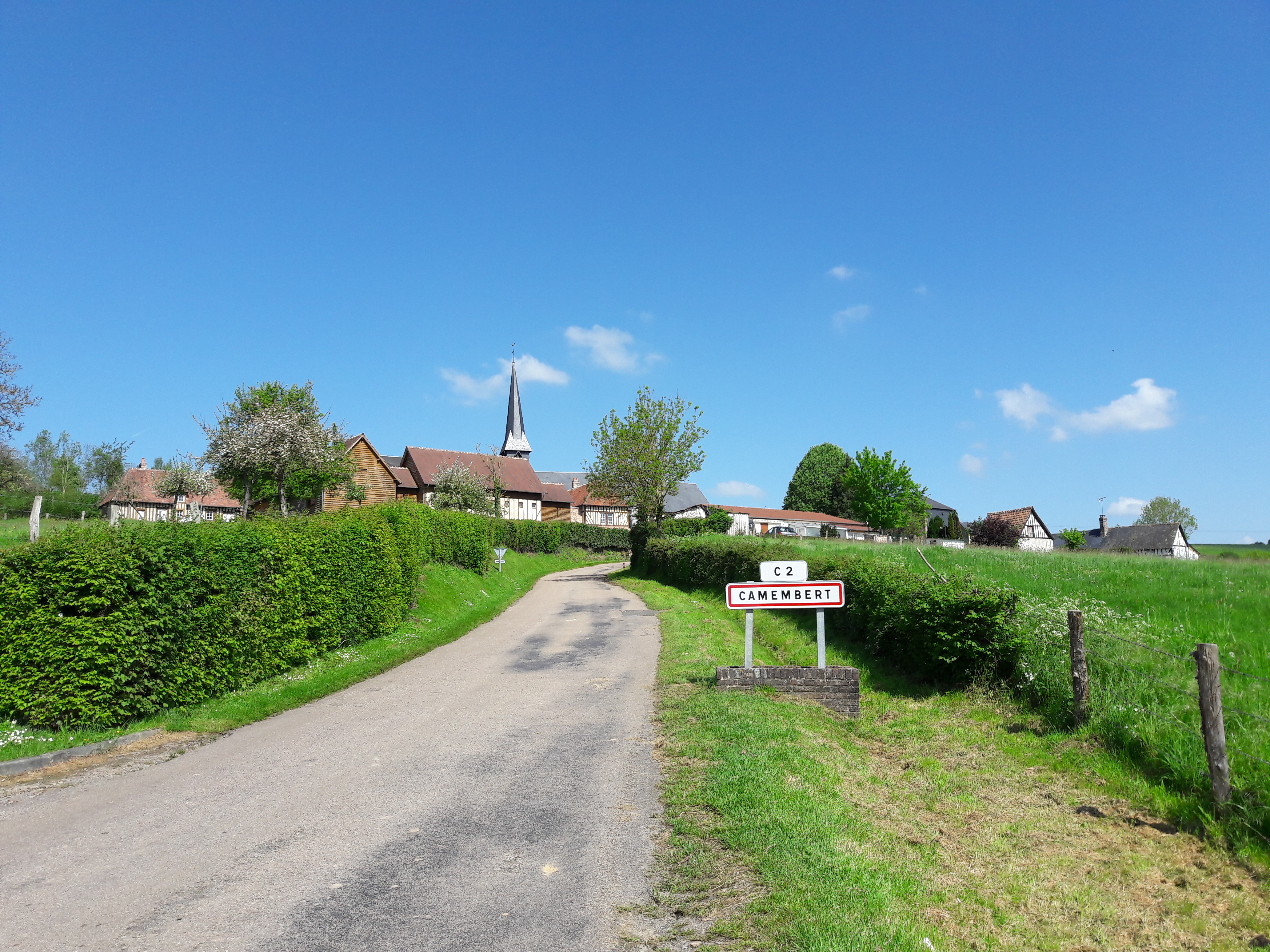

카망베르(프랑스어: Camembert)는 프랑스 북서부의 코뮌(주민공동체)이다. 바스노르망디에 속해 있는 오른주(Orne) 에 있다. 카망베르 치즈의 발상지로서 국제적으로 유명하다. 인구는 197명(1999년).

## 인구
| 연도 | 인구 | ±%    |
| ---- | ---- | ----- |
| 1999 | 197  | —     |
| 2012 | 196  | −0.5% |